# Carlos Araujo (pintor)
Carlos Alberto de Araujo Filho (São Paulo, 6 de abril de 1950) é um pintor, desenhista, escultor e litógrafo brasileiro. Começou a pintar nos anos 1960, engajado em temáticas sociais. Nos anos 1970, ganha repercussão após duas exposições individuais no Museu de Arte de São Paulo (MASP). Pouco depois disso, converte sua pintura para a reflexão teológica e a meditação espiritual. Expôs em 1979 o painel “Anunciação” no Vaticano, e desde então dedica-se à pintura religiosa.

## Biografia
Carlos Araujo nasceu em 1950 no Hospital Pro Matre, na região da Avenida Paulista, em São Paulo. Cresceu nas regiões de Perdizes e Vila Buarque. Quando pequeno, pintava com qualquer material que encontrasse. Sua veia artística ficava explícita até na decoração do espaço: no teto, pendurou duas bicicletas velhas, para deixar o ambiente com o aspecto de um quadro. Introvertido e autodidata, Araujo passava o dia pintando e sonhava em se dedicar à arte. Seu primeiro quadro catalogado, "Alegoria ao Carnaval", data de 1963. Tinha receio de não conseguir uma boa renda com a vida de artista e, por influência do pai, formou-se em engenharia civil na Universidade Presbiteriana Mackenzie. Porém, não chegou a se dedicar à profissão.
Aos 20 anos, foi descoberto por Pietro Maria Bardi, então diretor do MASP. Em 1973 foi convidado a participar da exposição "Imagens do Brasil", em Bruxelas com a obra "O Próximo Passo", executada dez anos antes. Sua primeira exposição individual foi realizada em 1974 no MASP. Em 1979, criou o painel intitulado "Independência" para a exposição "5 Séculos de Arte no Brasil", realizada no MASP. Naquele mesmo ano, no mesmo Museu apresenta uma exposição com temática metafísica em grandes painéis incluindo "O Último dos Tapuias", "O Centauro de Bourdelle Brincando com a Morte" e "Sonhos de São Jorge". Em 1987, expôs novamente no MASP.
Em maio de 2007, o então governador de São Paulo, José Serra, presenteou Papa Bento XVI em sua visita ao Brasil com um dos livros de Carlos Araujo. O livro, intitulado "Bíblia Citações", foi concluído no mesmo ano. Tem 629 páginas e pesa mais de oito quilos, trazendo 1028 pinturas que ilustram citações da Bíblia.
Já expôs seu trabalho na Bienal de Florença (2007), na Itália, e no Carrousel du Louvre, em Paris (2008). Em 2010, expôs 25 grandes painéis no Museu Brasileiro da Escultura (MuBE).
Foi escolhido para reabrir em setembro de 2015 o Panteão, em Roma, que havia ficado três séculos sem receber exposição. Araujo foi o primeiro artista contemporâneo a expor no monumento que já exibiu obras de Rafael Sanzio. O artista teve de reunir 32 pinturas em uma mostra, que ilustram passagens bíblicas do Gênesis. Além do Panteão, teve concomitantemente uma exposição individual na Galleria D’Arte Benucci, também em Roma.
Em junho de 2018 participou da exposição "Revelação e Luz das Formas do Imaginário", desenvolvida pelo artista e pelos participantes do projeto "Resgatando Cultura", do Instituto Olga Kos de Inclusão Social (IOK). O objetivo da exposição foi mostrar como os participantes do projeto deixaram-se conduzir por imagens que se revelavam em manchas de tinta que foram aprimoradas, com finas camadas, ou, ainda, retirando aos poucos o pigmento dos suportes.

## Livros
- "Araujo", por Claude Draeger, 1984

(ISBN 2-904420-80-0)
- "Bíblia Citações", por Carlos Araujo, 2007

(ISBN 978-85-64197-01-5)
- "Pinturas Antigo e Novo testamento", por Carlos Araujo, 2010

(ISBN 978-85-64197-00-8)
- "Gênesis", por Carlos Araujo, 2013

(ISBN 978-85-66120-03-5)
- "A Arte e a Sacralidade na Arte", por Jacob Klintowitz, 2018

(ISBN 978-85-61189-29-7)